# Бейлю
Бейлю (кит. спр. 北流市, піньїнь: Bĕiliú Shì) — місто-повіт в Гуансі-Чжуанському автономному районі, складова міста Юйлінь.

## Географія
Бейлю розташовується на сході префектури.

### Клімат
Місто знаходиться у зоні, котра характеризується вологим субтропічним кліматом. Найтепліший місяць — липень із середньою температурою 28.4 °C (83.1 °F). Найхолодніший місяць — січень, із середньою температурою 13 °С (55.4 °F).
| Клімат Бейлю            | Клімат Бейлю | Клімат Бейлю | Клімат Бейлю | Клімат Бейлю | Клімат Бейлю | Клімат Бейлю | Клімат Бейлю | Клімат Бейлю | Клімат Бейлю | Клімат Бейлю | Клімат Бейлю | Клімат Бейлю | Клімат Бейлю |
| Показник                | Січ.         | Лют.         | Бер.         | Квіт.        | Трав.        | Черв.        | Лип.         | Серп.        | Вер.         | Жовт.        | Лист.        | Груд.        | Рік          |
| Середній максимум, °C   | 16,4         | 16,7         | 20,4         | 24,8         | 28,8         | 30,3         | 31,7         | 31,2         | 30           | 27,2         | 22,6         | 18,8         | 24,9         |
| Середня температура, °C | 13           | 13,9         | 17,7         | 22           | 25,7         | 27,2         | 28,4         | 27,9         | 26,7         | 23,4         | 18,8         | 14,8         | 21,6         |
| Середній мінімум, °C    | 8,6          | 10,2         | 13,9         | 18,2         | 21,7         | 23,4         | 24,2         | 23,7         | 22,2         | 19           | 14           | 10           | 17,4         |
| Норма опадів, мм        | 50.2         | 68.7         | 77.6         | 213.8        | 254.3        | 274.7        | 205.1        | 260.1        | 129.1        | 80.8         | 45.2         | 31.5         | 1691.1       |
| Днів з опадами          | 11,3         | 12,6         | 14,6         | 17           | 17,9         | 18,4         | 16,9         | 17,9         | 13           | 10,2         | 9,2          | 9,7          | 168,7        |
| Вологість повітря, %    | 75.1         | 81.4         | 83.5         | 84.4         | 82.5         | 82.4         | 80.1         | 82.1         | 77.8         | 74.5         | 73.2         | 72.4         | 79.1         |
| ----------------------- | ------------ | ------------ | ------------ | ------------ | ------------ | ------------ | ------------ | ------------ | ------------ | ------------ | ------------ | ------------ | ------------ |
| Джерело: Weatherbase    |              |              |              |              |              |              |              |              |              |              |              |              |              |